# Dubovec Bisaški
Dubovec Bisaški is een plaats in de gemeente Sveti Ivan Zelina in de Kroatische provincie Zagreb. 
Het dorp heeft een oppervlakte van 1,41 km² en volgens de volkstelling uit 2002 telt het dorp 30 huishoudens bestaande uit 83 personen.  
De bevolkingsdichtheid is 58,87 inwoners/km².